# Eleições municipais em Teresina em 1982
As eleições municipais em Teresina em 1982 ocorreram em 15 de novembro, como parte das eleições municipais no Brasil nos 23 estados e nos  territórios federais do Amapá e Roraima. Sendo uma capital de estado, a cidade estava sob a vigência do Ato Institucional Número Três, motivo pelo qual elegeria apenas os 19 vereadores, pois a escolha do novo prefeito caberia ao governador Hugo Napoleão em 1983.
Natural de Teresina, o economista Freitas Neto graduou-se pela Universidade Mackenzie de São Paulo em 1970, com especialização em Gerência Geral e Financeira no Instituto Superior de Estudos Contábeis da Fundação Getulio Vargas. Sua carreira política começou no ano de sua graduação, onde figurou como sexto suplente de deputado estadual na chapa da ARENA. Durante o primeiro governo Alberto Silva, trabalhou junto ao Fomento Industrial do Piauí (FOMINPI) e depois foi diretor comercial da empresa Águas e Esgotos do Piauí. Eleito deputado estadual em 1974, foi presidente da Assembleia Legislativa durante dois anos, a partir de 1977, renovando o mandato em 1978. Secretário de Governo no governo Lucídio Portela, entrou no PDS e foi eleito deputado federal em 1982, licenciando-se para assumir como prefeito de Teresina em 25 de março de 1983.

## Resultado da eleição para prefeito
Eleição realizada pela Assembleia Legislativa do Piauí, na qual compareceram vinte e dois deputados.
| Candidatos a prefeito de Teresina | Candidatos a vice-prefeito | Número | Coligação           | Votação | Percentual |
| --------------------------------- | -------------------------- | ------ | ------------------- | ------- | ---------- |
| Freitas Neto PDS                  | -                          | 11     | PDS (sem coligação) | 17      | 77,27%     |
| Fontes:                           |                            |        |                     |         |            |

## Resultado da eleição para vereador
A vitória oposicionista na Câmara Municipal contrastou com o triunfo maciço do PDS no interior do estado. Conforme o Tribunal Regional Eleitoral do Piauí, 79.068 (70,92%) votos couberam ao PMDB, enquanto 31.452 (28,21%) foram destinados ao PDS somente e 966 ao PT (0,87%), resultando em 111.486 votos válidos.

Representação eleita
  PMDB: 14
  PDS: 5

| Vereadores eleitos em Teresina | Partido | Votação | Percentual | Cidade onde nasceu     | Unidade federativa |
| Carlos Lobo                    | PMDB    | 4.818   |            | Teresina               | Piauí              |
| Fernando Mendes                | PMDB    | 3.913   |            | Teresina               | Piauí              |
| Themístocles Filho             | PMDB    | 3.773   |            | Teresina               | Piauí              |
| Deusdeth Nunes                 | PMDB    | 3.129   |            | Aracati                | Ceará              |
| José Emílio Omatti             | PMDB    | 3.106   |            | Teresina               | Piauí              |
| Dubá Leitão                    | PMDB    | 3.082   |            | Teresina               | Piauí              |
| Atualpa Amorim                 | PMDB    | 2.948   |            | Ribeiro Gonçalves      | Piauí              |
| José Albuquerque               | PMDB    | 2.747   |            | Belém do São Francisco | Pernambuco         |
| Irmani Veloso                  | PDS     | 2.626   |            | Valença do Piauí       | Piauí              |
| Edson de Sena Brasil           | PMDB    | 2.576   |            | Teresina               | Piauí              |
| Osmar Júnior                   | PMDB    | 2.332   |            | São Paulo              | São Paulo          |
| Totó Barbosa                   | PMDB    | 2.308   |            | Teresina               | Piauí              |
| Olímpio Castro                 | PMDB    | 2.262   |            |                        |                    |
| Vieira Toranga                 | PDS     | 2.212   |            | Altos                  | Piauí              |
| Luiz Carlos da Silva           | PMDB    | 1.878   |            | Regeneração            | Piauí              |
| Acilino Ribeiro                | PMDB    | 1.692   |            | Piracuruca             | Piauí              |
| Tarso Carvalho                 | PDS     | 1.666   |            | Jaicós                 | Piauí              |
| Fernando Monteiro              | PDS     | 1.520   |            | Teresina               | Piauí              |
| Osmar Mendes                   | PDS     | 1.495   |            | Teresina               | Piauí              |
| Fontes:                        |         |         |            |                        |                    |